# Westeraam

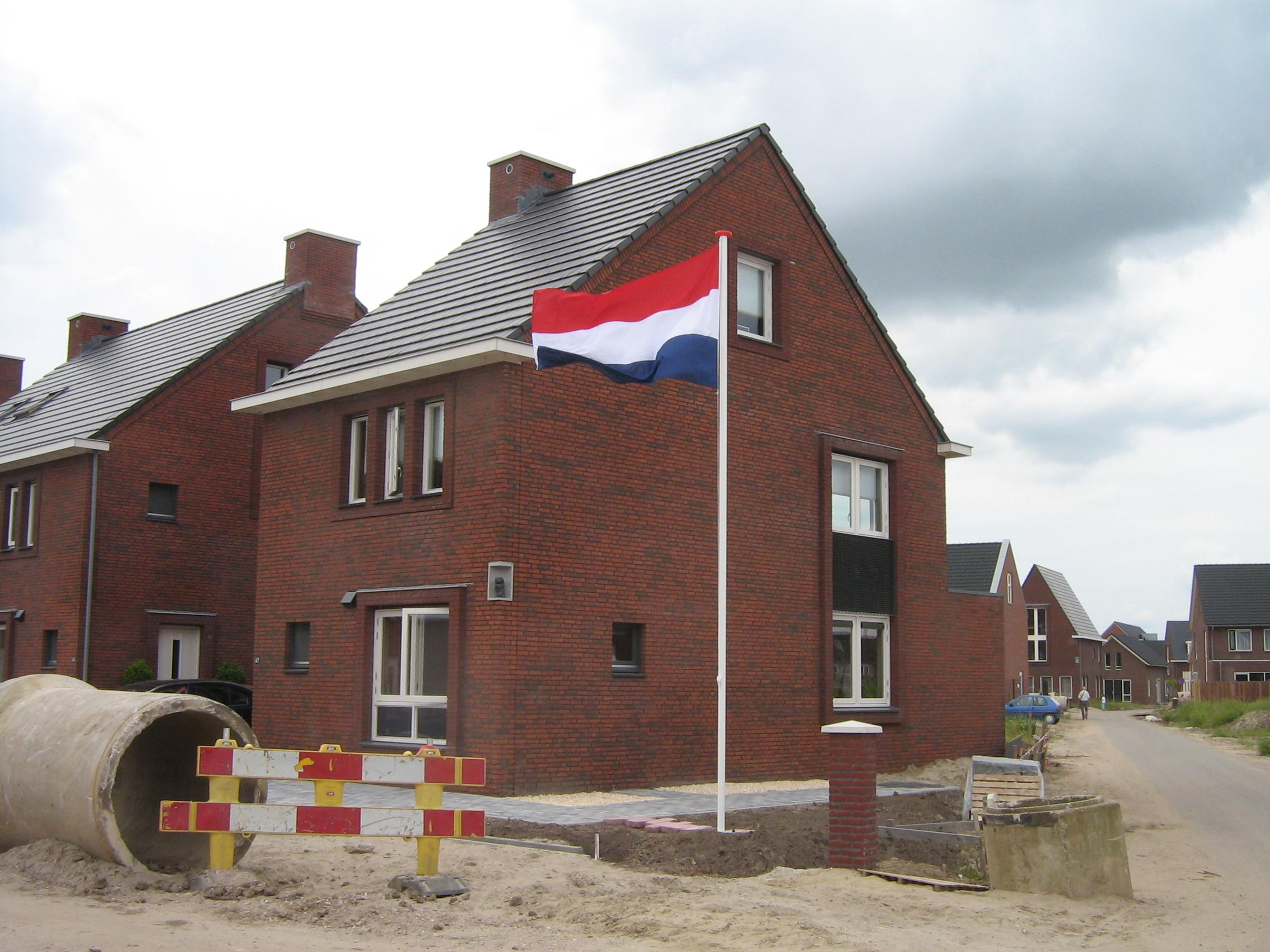
Nieuwbouw huis in Westeraam.

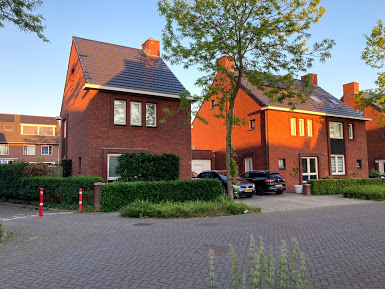
Huizen in Westeraam. (2021)

De Westeraam is een nieuwbouwwijk ten oosten van Elst (Gelderland) (gemeente Overbetuwe). Deze wijk ligt ten westen van het gehucht Aam, en ten noorden van het daarnaar vernoemde industrie-/bedrijvengebied De Aam. Een deel van de wijk (Groenoord) is in juni 2006 gereedgekomen. De andere delen van de wijk (De Lanenbuurt en De Lingebuurt) zijn nog in ontwikkeling. Het meest recente deel van de wijk is Vierslag, waar circa 325 woningen gebouwd zullen worden. 
In totaal zullen er in deze wijk 2350 woningen gebouwd worden. 
Bij de bouw werden er de resten aangetroffen van de Gallo-Romeinse Tempel van Westeraam. 
De wijk heeft 5 scholen, waarvan 2 middelbare scholen; Het Westeraamen Lyceum Elst. De 3 basisscholen zijn; De Elstar, De Wegwijzer en OBS De Zonnepoort. Deze 3 basisscholen zitten samen in één gebouw. 
De gehele wijk heeft verschillende speelplaatsen, verschillend in grootte. Boven de middelbare scholen gelegen is het Romeinse Veld, een groot grasveld met vele faciliteiten voor kinderen, waaronder een waterspeelplaats.
De straten in het deel van De Lingebuurt zijn vernoemd naar verschillende Romeinse termen waarvan de betekenissen onder de straatnamen staan. Voorbeelden hiervan zijn; Turris (wachttoren), Denarius (Romeinse munt) en Romein. 
De wijk heeft een supermarkt. Deze stond vroeger bekend als een C1000, tegenwoordig als Jumbo Macleane Westeraam.

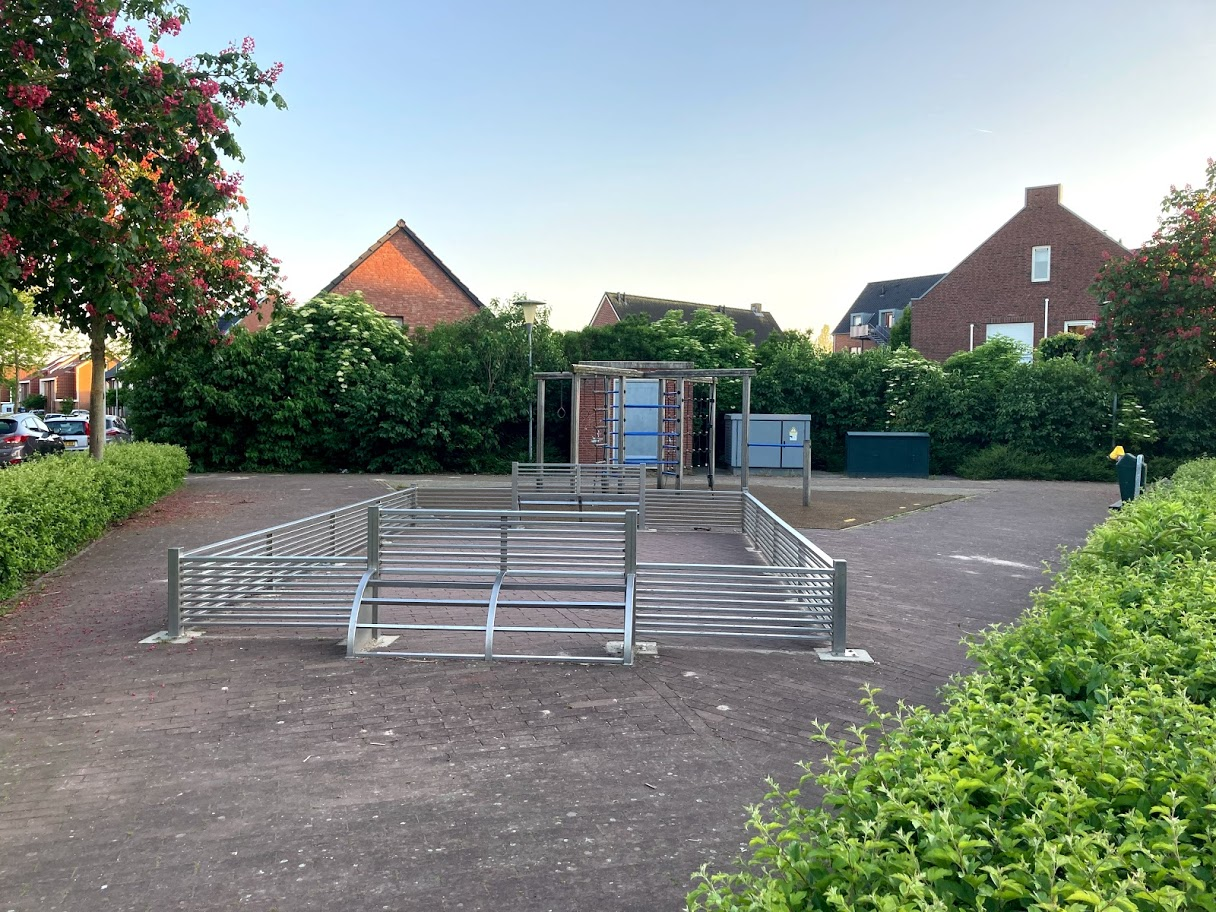
Speelplaats in Westeraam. (2021)